# Жилой дом мясохладобойни
Жилой дом мясохладобойни — двухэтажный кирпичный дом в Заельцовском районе Новосибирска, построенный в 1910-х годах в числе первых каменных многоквартирных зданий секционного типа. Один из трёх сохранившихся объектов комплекса мясохладобойни. Образец исторической застройки городской периферии. Памятник архитектуры регионального значения.

## Описание
Жилой дом построен в 1910-х годах в составе комплекса строений мясохладобойни и расположен внутри квартала параллельно Сухарной улице, на территории, которая примыкает к промзоне бывшего мясокомбината.
Крыша двускатная металлическая, с чердачной конструкцией. Подвал отсутствует. Перекрытия выполнены из дерева.
Разнообразный декор здания включает в себя простые по форме элементы, за счёт которых достигается пластическая насыщенность и выразительность.
Композицию главного фасада определяют три задающие ритм ризалита лестничных клеток, заканчивающиеся треугольными щипцами, мотив которых продолжается и в междуэтажных поясах на участках ризалитов: здесь небольшие треугольные щипцы размещены на лопатках ризалитов по бокам от арочных окон лестничных клеток.
Окна жилых секций с лучковым завершением и замковым камнем.
Организация подоконных сливов нетрадиционное: они размещены поверх выступающего карниза и продолжаются в районе межоконного пространства, образуя горизонтальную тягу.
Фриз опоясывает дом по всему периметру. Дворовый фасад выполнен аналогично главному, но пластически более лаконичен.
Здание формируют три одинаковые прямоугольные секции, в каждую из которых организован отдельный вход. Лестничные клетки расположены по оси симметрии секций. Капитальные стены делят в плане каждую секцию на четыре квартиры.
На площадках лестничных клеток частично сохранилась оригинальная керамическая плитка.
Основные габариты здания — 62,9 × 14,9 м.

## Галерея

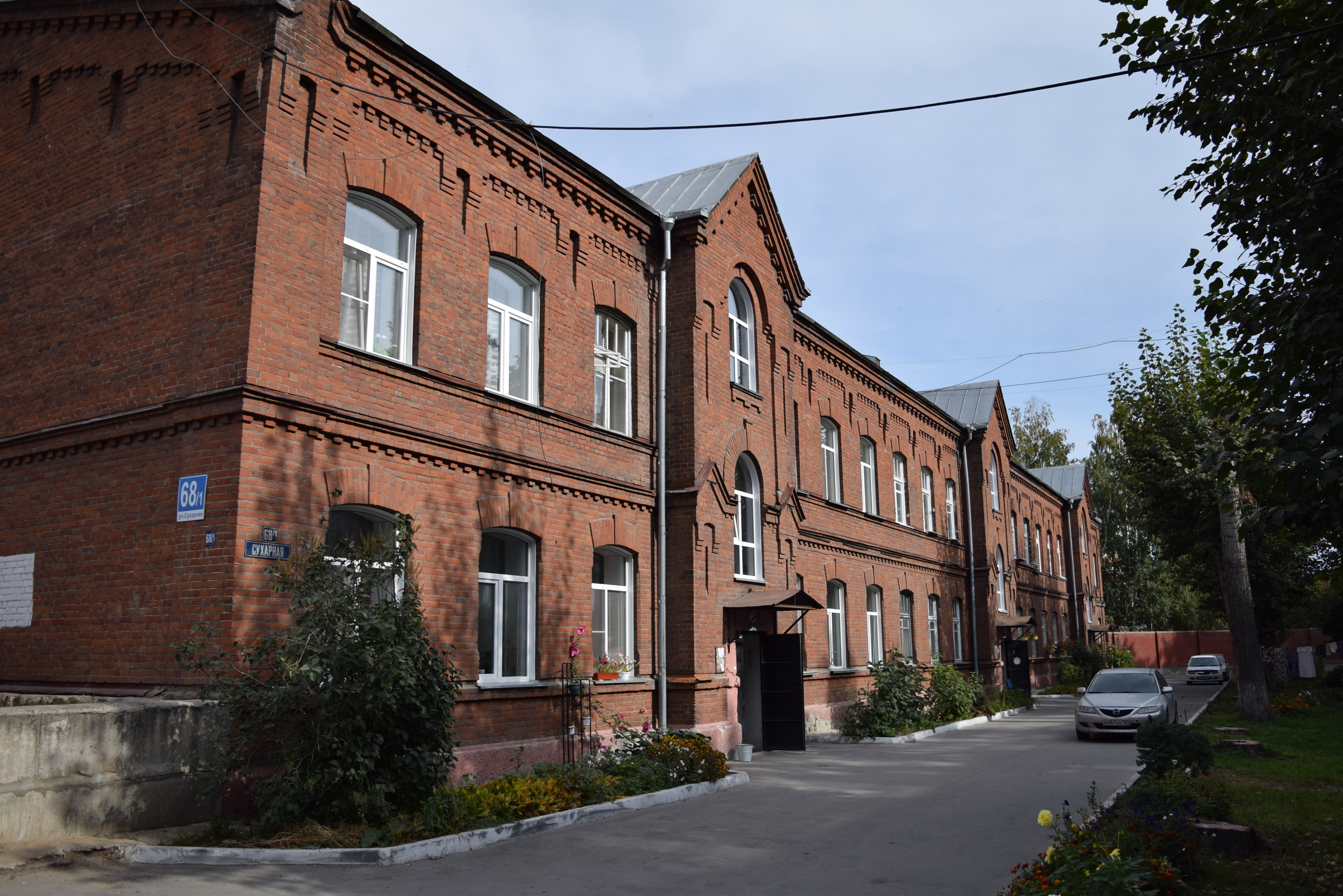
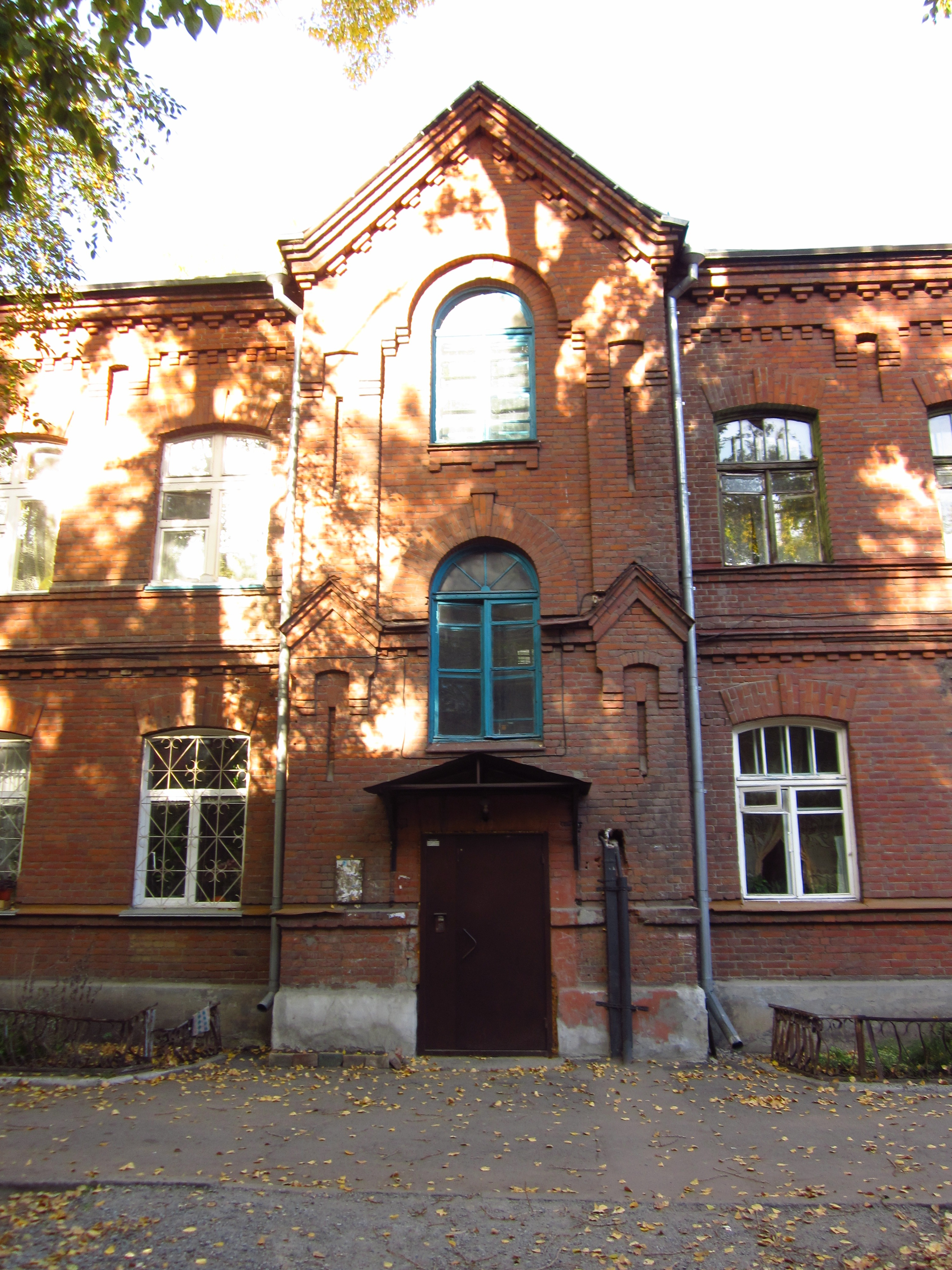
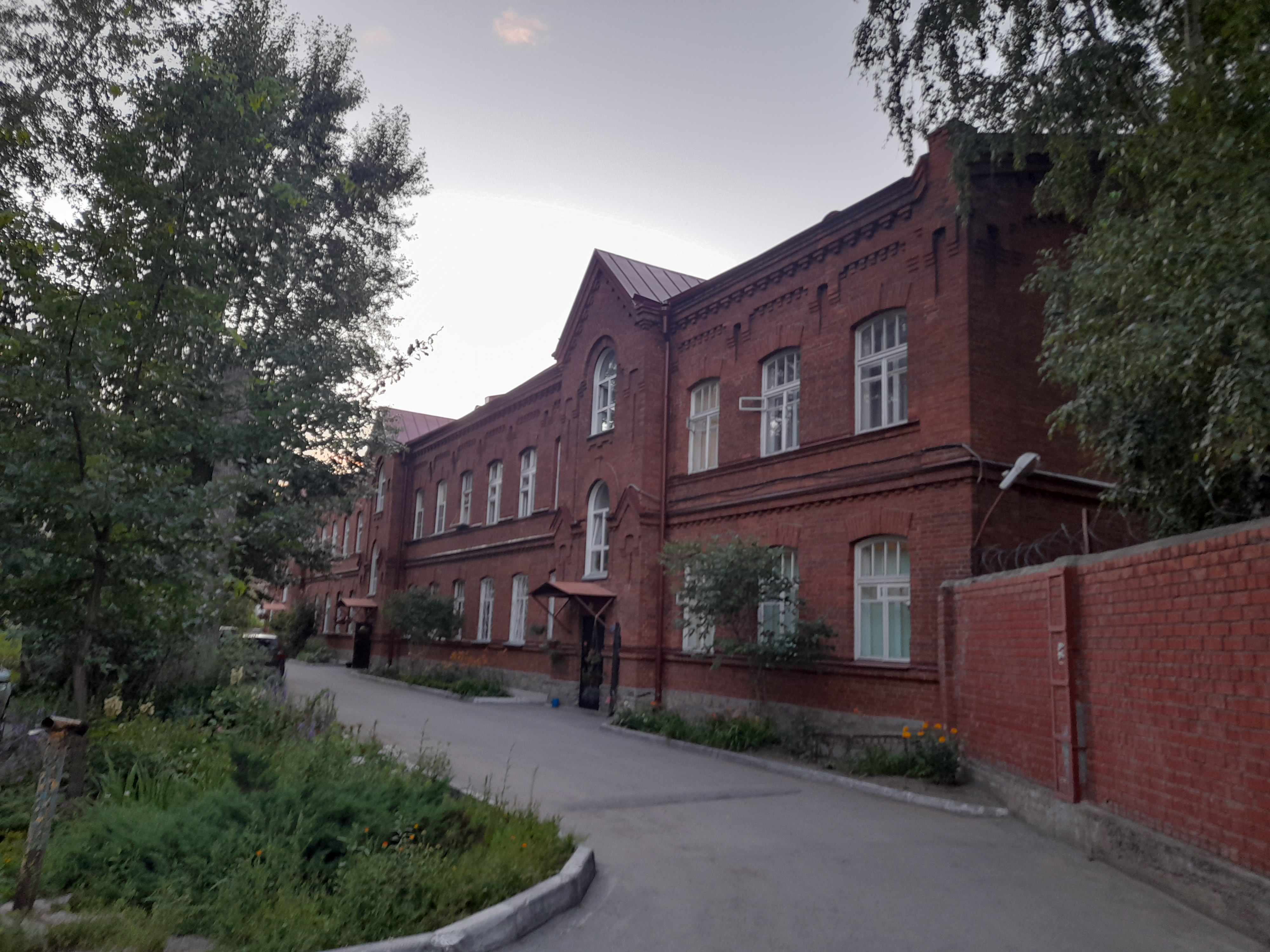